# Municipio de Monjas
Municipio de Monjas är en kommun i Guatemala.   Den ligger i departementet Departamento de Jalapa, i den södra delen av landet, 70 km öster om huvudstaden Guatemala City.